# LaMoure (North Dakota)
LaMoure er en amerikansk by og administrativt centrum for det amerikanske county LaMoure County i staten North Dakota. I 2000 havde byen et indbyggertal på 944.
46°21′31″N 98°17′37″V / 46.3586°N 98.2936°V